# Nilphamari (zila)
Nilphamari (en bengalí: নীলফামারী) es un zila o distrito de Bangladés que forma parte de la división de Rangpur.
Comprende 6 upazilas en una superficie territorial de 1.643 km² : Dimla, Domar, Jaldhaka, Kishoreganj, Nilphamari y Saidpur.
La capital es la ciudad de Nilphamari.

## Upazilas con población en marzo de 2011[2]
- Dimla 283,438
- Domar 249,429
- Jaldhaka 340,672
- Kishoreganj 261,069
- Nilphamari Sadar 435,162
- Saidpur 264,461

## Demografía
Según estimación 2010 contaba con una población total de 1.832.337 habitantes.